# Yi Hu
Yi Hu (kinesiska: 沂湖) är en sjö i Kina. Den ligger i provinsen Anhui, i den östra delen av landet, omkring 200 kilometer nordost om provinshuvudstaden Hefei. Yi Hu ligger 3 meter över havet. Arean är 17,8 kvadratkilometer. Den sträcker sig 7,8 kilometer i nord-sydlig riktning, och 7,9 kilometer i öst-västlig riktning.
Genomsnittlig årsnederbörd är 1 294 millimeter. Den regnigaste månaden är juli, med i genomsnitt 289 mm nederbörd, och den torraste är december, med 30 mm nederbörd.